# Phoenix reclinata
Phoenix reclinata là loài thực vật có hoa thuộc họ Arecaceae. Loài này được Jacq. miêu tả khoa học đầu tiên năm 1801.

## Hình ảnh

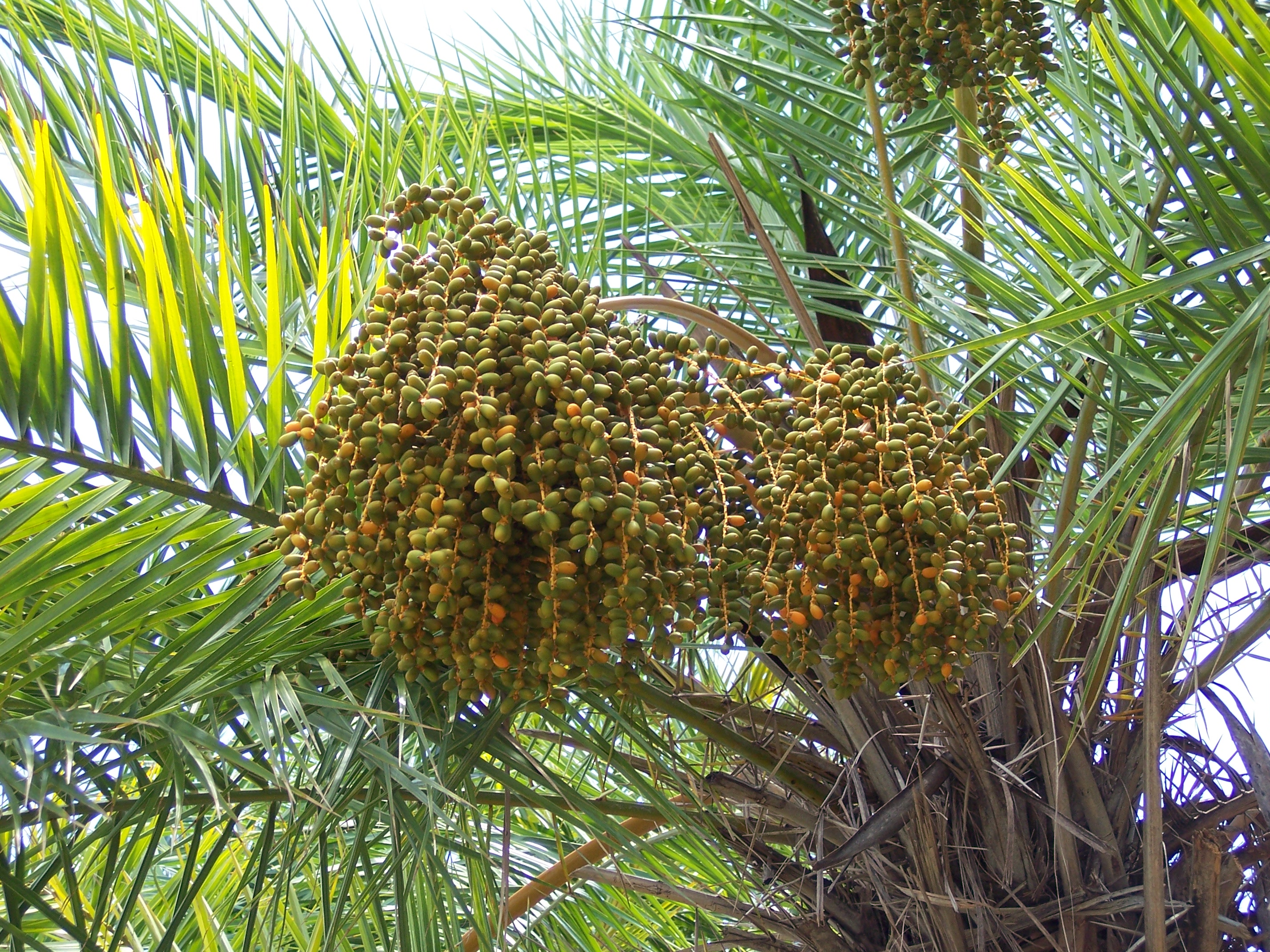
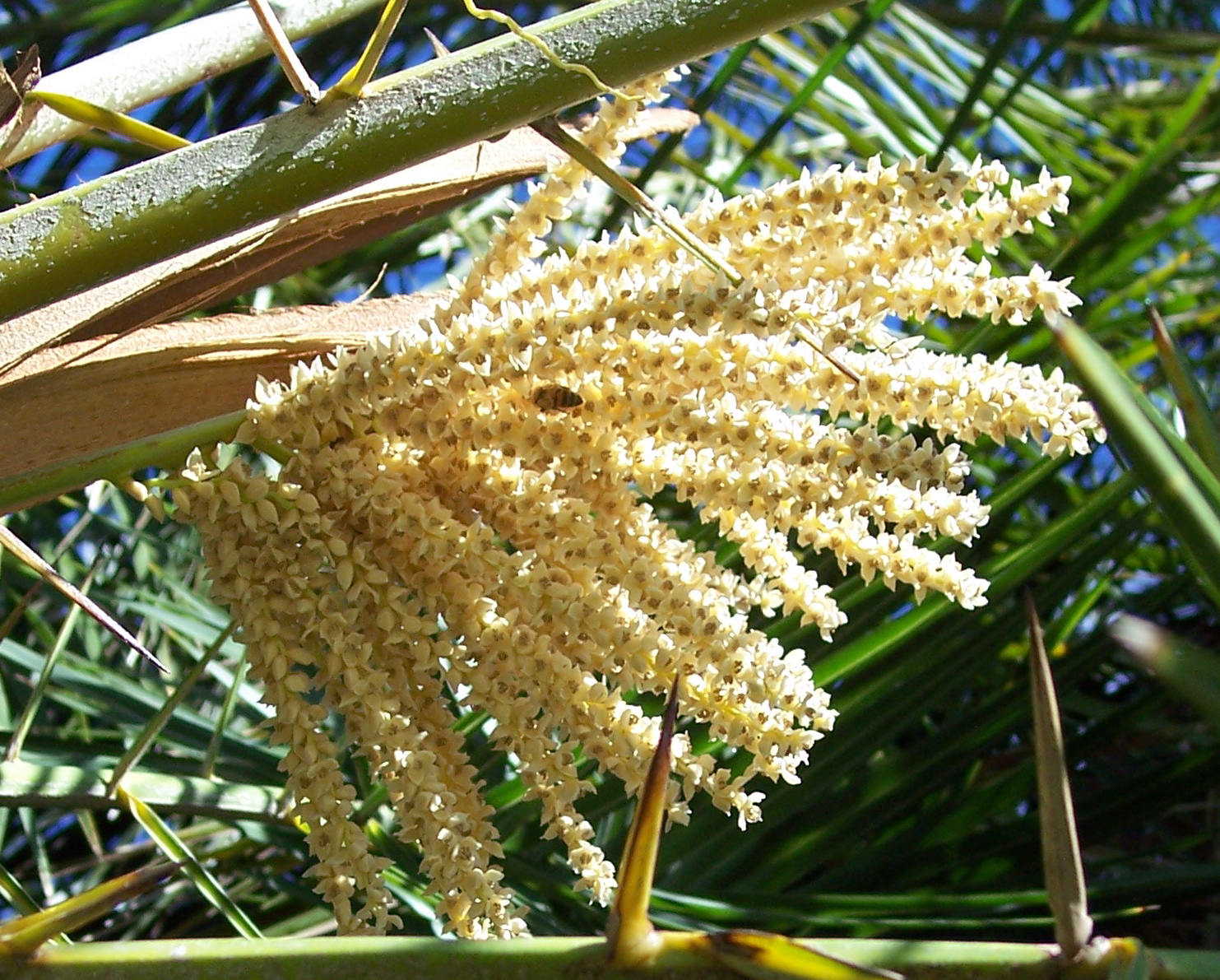
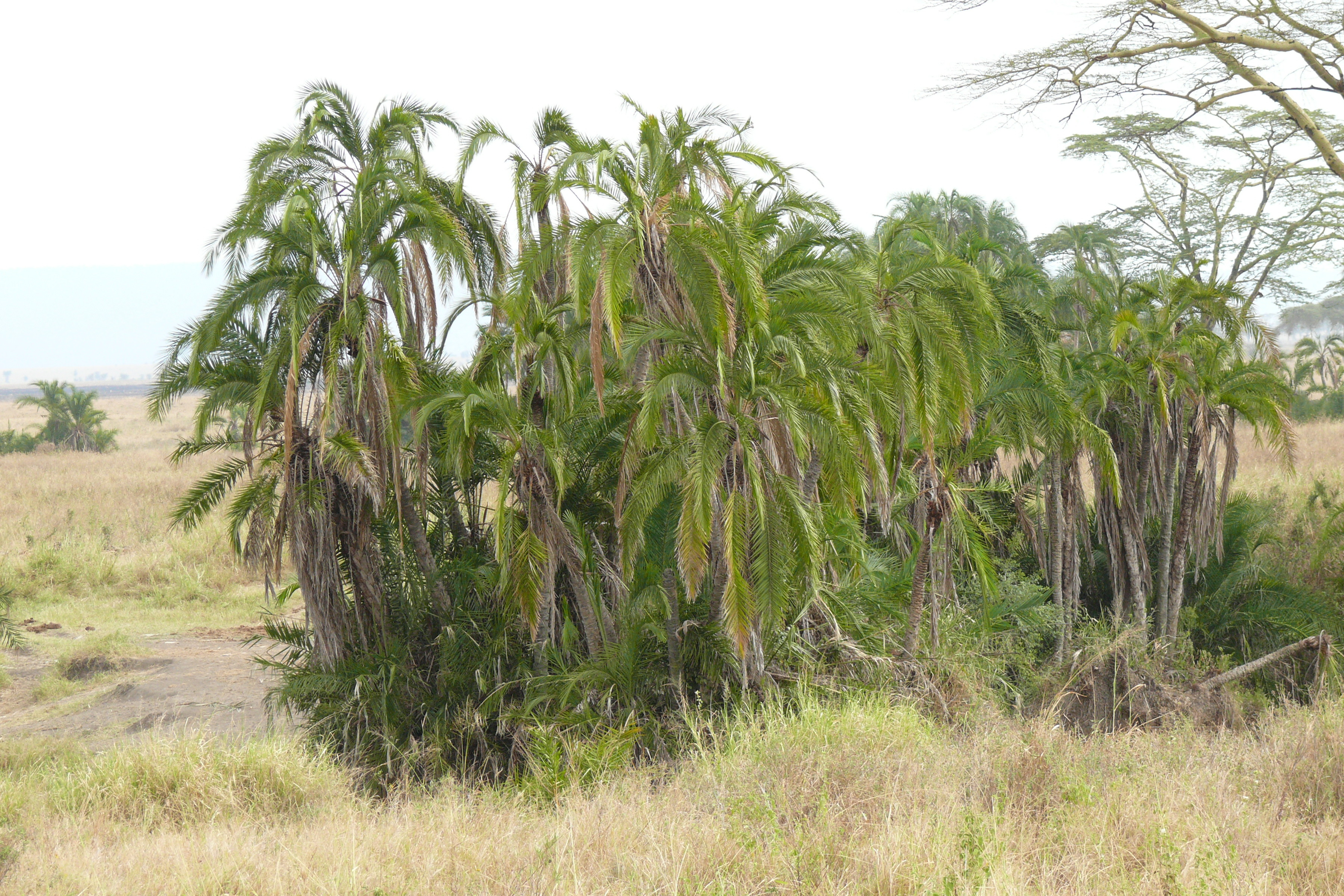
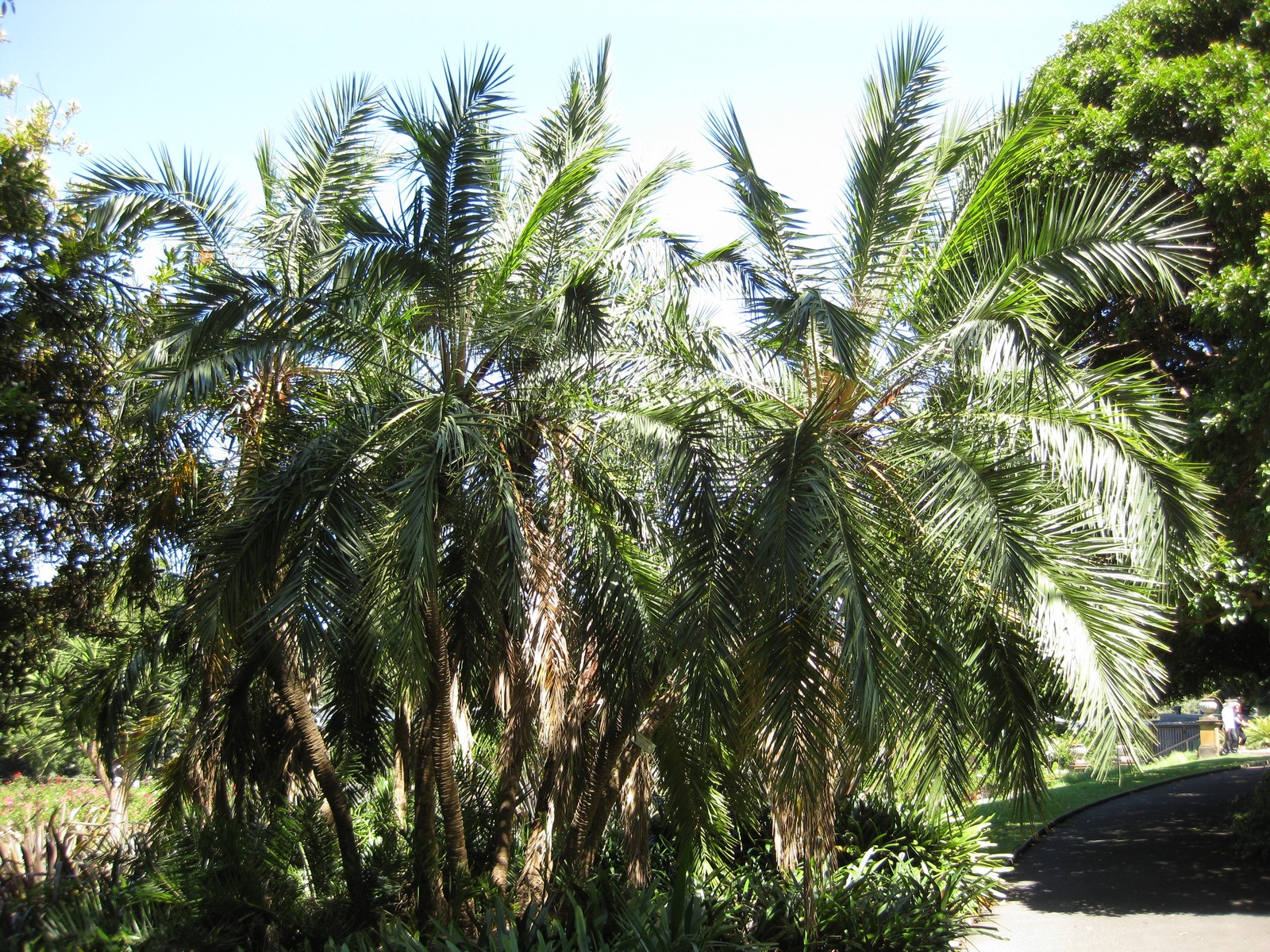